# Ґоссе
49°02′14″ пн. ш. 3°57′52″ сх. д. / 49.0371601° пн. ш. 3.9643083° сх. д.
Ґоссе́ (фр. Gosset) – одна з найстаріших марок шампанських вин, заснована в 1584 році. У 1584 році П'єр Госсе, староста Ая і виноградар, виготовляв тихі, переважно червоні, вина з винограду, зібраного з власних виноградників. У ті часи два вина змагалися за почесне місце на столі у королів Франції: вино з Ая і, за кілька сотень ліг далі на південь, вино з Бона. Потім, у XVIII столітті, вино, виготовлене в околицях Ая, почало пузиритися, і сім'я Госсе, природно, звернулася до виробництва шампанського.

## Історія
Дім Ґоссе відомий з XVI століття, коли в 1531 Жан Госсе стає синьйором д'Аї, а його син Клод - сеньйором Віньєрону. Славу роду Ґоссе приніс П'єр де Ґоссе, що заснував у 1584 році виноробний Дім Ґоссе. У роки свого керівництва містечком Аї ( 1584-92 ) П'єр приймав у себе французького короля Генріха IV, який з задоволенням пригощався місцевим вином, виготовленим фірмою Ґоссе (тоді вино ще було негазованим).
У процесі виготовлення вина використовуються класичні для шампанського сорти винограду: Піно Нуар, Шардоне і Піно Меньє.
У 1992 році марка Госсе завоювала титул grande marque - вперше для шампанського за більш ніж 30 років. 
У 1994 році ця фірма з 410-річною історією була продана родині Куантро. Відтоді фірмою керує безпосередньо Беатриса Куантро, водночас директорка фірми Коньяк Фрапен. Проте самим процесом виготовлення вина як і раніше займаються представники родини Ґоссе, також і технічний бік процесу залишився незмінним. Не змінилася і кількість виробленого шампанського – 500 000 пляшок щорічно. Такі марки шампанських вин, як Gosset-Grande Reserve, Grand Millesime, Grand Millesime Rose і Celebris належать до найкращих сортів шампанських вин.

## Вина
- Брют д’Екселанс (Brut d'Excellence).
- Ґран Резерв (Grande Reserve).
- Ґран Розе (Grande Rosé).
- Ґран Міллезім (Grande Millésime).
- Ґоссе Селебрі (Gosset Celebris).
- Ґоссе Селебрі Розе (Gosset Celebris Rosé)

## Примітка
1. ↑  Gosset: Tradition [Архівовано 2012-02-24 у Wayback Machine.], accessed on May 31, 2009
2. ↑  K. Gargett, P. Forrestal, & C. Fallis The Encyclopedic Atlas of Wine pg 165 Global Book Publishing 2004 ISBN 1-74048-050-3